# Lysosomales Schutzprotein
Das lysosomale Schutzprotein (PPCA) (auch: Cathepsin A oder Serin-Carboxypeptidase A) ist ein Protein, das als Dimer an lysosomale Enzyme (β-Galactosidasen und Neuraminidasen) bindet und diese stabilisiert. Es ist daher unentbehrlich beim Abbau von Glycosphingolipiden. Zusätzlich fungiert PPCA als Peptidase, die in der Lage ist, ein breites Spektrum endständiger Aminosäuren von Proteinen abzutrennen. Diese Exopeptidase-Aktivität ist in allen Tieren zu finden und ist möglicherweise Teil der Antigenpräsentation in B-Zellen. Beim Menschen führen Mutationen im CTSA-Gen zur seltenen erblichen Galactosialidose.
Inhibitoren der Proteaseaktivität sind Antipain, Ebelacton A, Piperastatin A.